# Syndrome de Marden-Walker
 Mise en garde médicale
Le syndrome de Marden-Walker (MWS) est une maladie congénitale autosomique récessive rare,. Elle se caractérise par un blépharophimosis, une microcéphalie, une micrognathie, des contractures articulaires multiples, une arachnodactylie, une camptodactylie, une cyphoscoliose (en) et un développement moteur retardé et est souvent associée à des reins dysplasiques kystiques, une dextrocardie, une malformation de Dandy-Walker et une agénésie du corps calleux.

## Symptômes
La plupart des signes de MWS sont présents dès la période néonatale. Les signes les plus courants de cet état sont de multiples contractures articulaires congénitales, des caractéristiques dysmorphiques avec un visage en forme de masque, un blépharophimosis, un ptosis, une micrognathie, un palais ogival ou une fente palatine, des oreilles basses, une arachnodactylie, une déformation thoracique sous forme de pectus, une cyphoscoliose et l'absence de réflexe tendineux profond sont fréquents. Des malformations mineures ont également été décrites et consistent en des anomalies rénales, des anomalies cardiovasculaires, un hypospadias, un canal omphalomésentérique, une sténose hypertrophique du pylore, des bandes duodénales, une hypoplasie du lobe inférieur droit du poumon, un déplacement du larynx vers la droite et anomalies vertébrales, malformations cérébrales.
- 75 % des enfants atteints de MWS présentent un blépharophimosis, une petite bouche, une micrognathie, une cyphose/scoliose, une synostose radio-ulnaire et des contractures multiples ;
- ils ont un retard de développement sévère ; des contractures articulaires congénitales et un blépharophimosis doivent être présents chez chaque patient ;
- 2 des 3 signes suivants doivent se manifester : croissance postnatale, masque facial, retard et diminution de la masse musculaire.

Les symptômes du MWS sont normalement diagnostiqués pendant la période néonatale.

### Progression
L'histoire naturelle du MWS n'est pas bien connue : de nombreux patients sont décédés en bas âge et un suivi clinique a été rapporté chez quelques adultes survivants. Cependant, le diagnostic peut être plus difficile à établir chez les patients adultes : blépharophimosis, contractures, retard de croissance et retard de développement, alors que les anomalies faciales mineures sont moins perceptibles à mesure que le patient vieillit. 

## Cause
Le MWS est initialement décrit comme un syndrome, mais cette affection s'apparente davantage à une expression phénotypique de diverses maladies hétérogènes et appartient au second groupe dans la classification des arthrogryposes. Une myopathie congénitale inconnue a été soupçonnée d'être à la base du MWS en raison d'une atteinte musculaire, mais l'extension des systèmes neuromusculaires n'a pas permis d'identifier une myopathie primaire chez les patients atteints de MWS. Une atteinte musculaire secondaire d'une lésion du SNC peut survenir. Cela pourrait entrainer une faiblesse congénitale avec hypotonie du réflexe tendineux profond.

### Génétique
Le MWS est hérité de manière autosomique récessive. Cela signifie que le gène défectueux responsable de la maladie est situé sur un autosome et que deux copies du gène défectueux (une héritée de chaque parent) sont nécessaires pour naitre avec la maladie. Les parents d'un individu atteint d'une maladie autosomique récessive portent tous deux une copie du gène défectueux, mais ne présentent généralement aucun signe ou symptôme de la maladie.

## Physiopathologie
Bien que le mécanisme pathologique du syndrome de Marden-Walker soit inconnu, il peut être causé par un défaut génétique qui se manifeste par un mécanisme moléculaire dysfonctionnel dans les structures primaires des cils de la cellule. Ces organites sont présents dans de nombreux types de cellules dans tout le corps humain. Les défauts des cils affectent négativement « de nombreuses voies de signalisation développementales critiques » essentielles au développement cellulaire.

## Traitement
La prise en charge du MWS est uniquement symptomatique, avec une prise en charge multidisciplinaire.

## Épidémiologie
On dénombre 30 cas de syndrome de Marden-Walker signalés depuis le premier cas, en 1966. Il s'agissait d'un nourrisson de sexe féminin a été diagnostiqué avec un blépharophimosis, des contractures articulaires, une arachnodactylie et un retard de croissance. Elle est morte à 3 mois d'une pneumonie. [réf. souhaitée]